# دائرة وادي الأبطال
دائرة وادي الأبطال هي إحدى دوائر ولاية معسكر الجزائرية.وتقع 54 كيلومترا من معسكر تحدها من غرب الهاشم(ولاية معسكر.Mascara) ومن شرق سي جيلالي بن عمار(ولاية تيارتTiaret)من شمال سيدي محمد بن عودة(ولاية غليزانRelizane.) اما من الجنوب عين الحديدوتاخمارت(ولاية تيارت.Tiaret) ويقطنها حوالي 40000 نسمة كانت تسمى أثناء الإستعمار الفرنسي [2] يوسو لو ديك بالفرنسية (uses le duk)
محليا، وتسمى وادي ابطال "Fartassa" اسم مشتق من «فورت تاسا» تاسا هو جنرال من الجيش فرنسي